# 에밀리오 아리스티사발
에밀리오 아리스티사발(스페인어: Emilio Aristizábal Chavarriaga, 2005년 8월 5일~)은 콜롬비아의 축구 선수로, 라치오에서 공격수로 활동하고 있다.

## 어린 시절
축구 선수 빅토르 아리스티사발의 아들로 태어났다.